# アウトクラトール

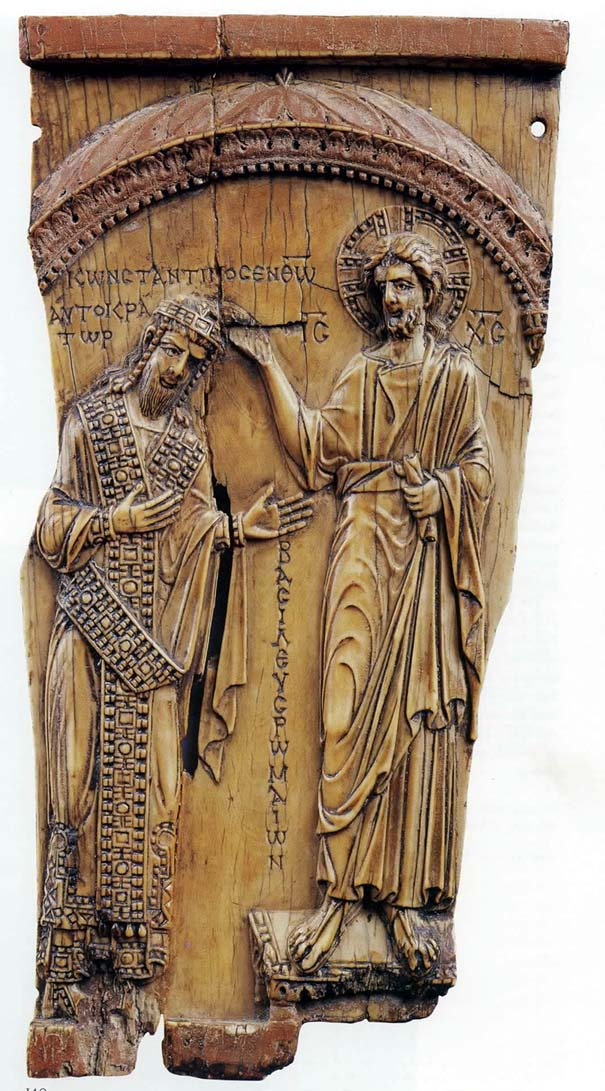
キリストに加冠される皇帝コンスタンティノス7世の象牙浮彫（10世紀 プーシキン美術館蔵）。コンスタンティノスの上にギリシア語で「コンスタンティノス、神に（祝福された）アウトクラトール」、キリストとコンスタンティノスの間に「ローマ人のバシレウス」と書かれている

アウトクラトール（autokratōr, ギリシア語: αὐτοκράτωρ, autokrátōr, 複数形 αὐτοκράτορες, autokrátores, 古代ギリシア語の発音 [autokrátɔːr], 中世ギリシア語 [aftoˈkrator]（アフトクラトル）、αὐτός と κράτος の合成語由来の"自立した支配者/self-ruler", "自分自身を支配する単独者" ) は、上位の者に拘束されない絶対的な権力を有する個人に適用されるギリシア語の称号である。歴史的文脈では ラテン語 の称号インペラトルの訳語としてローマ皇帝とビザンツ皇帝 や軍の司令官に適用された。ビザンツ様式の 絶対君主制との関係は、現代の 専制政治 や専制君主の用語に引き継がれている。 
現代ギリシア語では、これは"皇帝"を意味し（例えば日本の天皇は、Αυτοκράτορας της Ιαπωνίας）、女性形はautokrateira（αὐτοκράτειρα, autokráteira, "empress"、アフトクラティラ）である。

## 古代ギリシア
この称号は、紀元前5世紀の古典期ギリシアに現れ、最高司令官などの（ストラテゴス autokratōr）等、独立した権威を与えられた将軍に対して使われた。アテナイにおいては stratēgoi autokratoresは、自律的に軍隊を指揮できる将軍だった、すなわち彼らは事前に 民会に諮ることなく外交上の決定を行ったり、独自の軍隊を作ることができた。このような指揮権は、例えば シケリア遠征の間などアテナイから遠く離れた場所で指揮することになると予想される将軍に与えられ、その将軍は帰還するまで彼の指揮に対して民会に説明責任を負い続けた。  同様の慣行はシラクサなど他のギリシア諸都市でも見られるようになり、シラクサではその職務はいくつもの都市の僭主にとって権力源となった。Stratēgoi autokratoresも多くの都市から構成される都市同盟の軍隊を束ねて指揮するために都市同盟によって任命された。 マケドニアの ピリッポス2世はコリントス同盟によって南ギリシア諸国のhēgemōn（覇者）及び stratēgos autokratōrと宣言され、、更にその地位は後に彼の息子の アレクサンドロス3世に与えられた。この用語は 全権大使の権限(presbeis autokratores)を委任された使節にも採用された。
イラン語群においてこの用語 ''*hwatā́wā'' （主君（lord）,主権者（sovereign）; (文字通り) 独立した支配者（self-ruler））は、ギリシア語の autokrátōrから意図的に借用されたものかも知れない (恐らくヘレニズム時代に借用されたのだろう).

## ローマ帝国～東ローマ（ビザンツ）帝国
時代が下ると 共和政ローマの勃興とともに [stratēgos] autokratōrはギリシアの歴史家たちによって異なるローマ人の用語に翻訳されて利用された:ポリュビオスは独裁官の称号をこの用語を翻訳して用い、前48年のエフェソス出土のカエサル顕彰碑文に登場し、 プルタルコスは 凱旋称号 インペラトルの訳語として彼の時代の意味でこの用語を用いた。Autokratōrはローマ帝国の時代を通じて後者（インペラトル）の公式の訳語として定着した。ローマ帝国ではインペラトル/imperator は ローマ皇帝たちの称号の一部だった。称号は、629年に皇帝 ヘラクレイオス によりギリシア語の称号が採用されるまでラテン語からのギリシア語訳語として使われ続けた。
東ローマ帝国では儀式で利用される古風な形式の称号として残り、（早ければ9世紀かそれ以降）に basileus [kai] autokratōr (βασιλεύς [καὶ] αὐτοκράτωρという形式で再生し、通常は "皇帝と支配者/emperor and autocrat）として訳され、共同皇帝(συμβασιλεῖς, symbasileis)がいる場合には、実権を有する優越している方の皇帝を示した。 パレオロゴス王朝では、この用語は帝位継承者に指定された者を含むようになった。称号は912年以降ビザンツ貨幣の銘文に見られるようになり、11世紀以降は皇帝の 金印勅書や多くの写本で見られるようになった。stratēgos autokratōrという用語の方は全ビザンツ時代を通じて使われ続けた。この称号は6世紀に特に流行し(将軍ベリサリウスなど)、 10-11世紀に上位の軍事司令官を表すものとして再度現れた。 このように、例えば バシレイオス2世 は ダヴィド・アリアニテスをテマ＝ブルガリアのstratēgos autokratōrとして任命して、北部ブルガリアにいる他の地域的な stratēgoiを越える権力を持つことを明白にしたのだった。

## その他諸国
ビザンツ帝国の称号形式は、ジョージアやバルカン諸国や、その後のロシア・ツァーリ国などビザンツが影響を持っていた諸国の間でも模倣された。
- バグラトゥニ朝（英語版）のジョージア王（英語版）ダヴィト4世の時代に登場した称号は「全東方と西方のアクトクラト」であり[11]、この称号ギオルギ8世の時代の統一ジョージア王国の解体まで続き、その後1490年に公式的に解体された。
- 第二次ブルガリア帝国の統治者たちは「ブルガリア人の皇帝（ツァーリ）」を用い、早い段階でその称号に「とヴラフ人」を加えたが、イヴァン・アセン2世（在位1218 – 1241年）は1230年のクロコトニツァの戦いの後、彼の支配をビザンツ帝国のヨーロッパ側の旧領の大半に広げ、「ブルガリア人とギリシア人のツァーリとアウトクラトル」の称号も追加した。この称号はシメオン1世公（在位893 – 927年）により最初に称されたものだった。[12]
- 同じ頃、中世セルビア（英語版）王ステファン・ドゥシャンが1345/46年に帝号を称した。彼はギリシア語で「セルビアとルーマニアのバシレイウスとアウトクラトール」、セルビア語で「セルビア人とギリシア人のツァール」を称した。この称号において「ルーマニア（Romania）」（ローマ人の土地（the land of the Romans）、転じてビザンツ帝国を意味する等）を利用したことは、（通常ビザンツの称号では、「ルーマニア」はつけないため）彼がコンスタンティヌス1世の時代からのビザンツ皇帝の直接の後継者であると主張しているにもかかわらず、コンスタンティノープルと完全な正統性を授与するコンスタンディヌーポリ総主教の所有が欠落していたことを意味していた。[13]
- ロシアのツァーリという使用法はロシア帝国に由来し、1917年のロシア君主の二月革命まで「全ロシア（英語版）のインペラトルとアウトクラトル」という用語は使われ続けた。このほか、スラヴ諸語にも翻訳して用いられた（ブルガリア語: самодържец, samodarzhets, セルビア語: самодржац, samodržac, ロシア語: самодержец, samoderzhets）。

## 関連書籍
- Bury, J. B. (1910) [1909]. The Constitution of the Later Roman Empire (2014 digitalization ed.). Cambridge University Press. pp. 18–24. ISBN 978-1-107-68053-1
- Ferjančić, Božidar. “Samodržac”. LSSV.
- Kršljanin, Nina (2017). “The Title of Samoderzhets (Autokrator) in Serbia and Russia: Two Ways of Byzantine Heritage Development” (ロシア語). Vestnik Volgogradskogo gosudarstvennogo universiteta. Seriya 4, Istoriya. Regionovedenie. Mezhdunarodnye otnosheniya [Science Journal of Volgograd State University. History. Area Studies. International Relations] (Volgograd: Volgograd State University) 22 (5):  162–183. doi:10.15688/jvolsu4.2017.5.16.
- ゲオルク・オストロゴルスキー, ゲオルク (1970). “Avtokrator i samodržac”. Sabrana Dela (Beograd) IV.
- ゲオルク・オストロゴルスキー, ゲオルク (1935). “Avtokrator i Samodržac: Prilog za istorju vladalačke titulature u Vizantiji i u južnih Slovena”. Glas (Srpska kraljevska Akademija) 84.
- Pazdernik, C. F. (2012). “Basileus/autokrator, Byzantine”. The Encyclopedia of Ancient History. 1. doi:10.1002/9781444338386.wbeah03022. ISBN 9781444338386
- Wifstrand, A. (1939), Autokrator, Kaisar, Basileus